# 極楽橋駅
極楽橋駅（ごくらくばしえき）は、和歌山県伊都郡高野町大字高野山にある南海電気鉄道の駅である。標高535 m（橋本駅との高低差は+443 m）。駅番号はNK86。

## 概要
- 南海電気鉄道
  - 高野線
  - 鋼索線（高野山ケーブル）

高野線は当駅が終点、鋼索線は当駅が起点である。

## 歴史
- 1929年（昭和4年）2月21日：高野山電気鉄道が神谷駅（現在の紀伊神谷駅）から延伸した際の終点として開業[1]。
- 1930年（昭和5年）6月29日：鋼索線 当駅 - 高野山駅間が開業[2]。
- 1947年（昭和22年）3月15日：社名変更により南海電気鉄道の駅となる。
- 2000年（平成12年）10月：駅業務を子会社の南海ビルサービスに委託[3][4]。
- 2009年（平成21年）2月6日：紀伊清水駅、学文路駅、九度山駅、高野下駅、下古沢駅、上古沢駅、紀伊細川駅、紀伊神谷駅、高野山駅、紀ノ川橋梁、丹生川橋梁、鋼索線とともに近代化産業遺産（高野山参詣関連遺産）に指定される。
- 2012年（平成24年）4月1日：駅ナンバリングが導入され、使用を開始[5][6]。
- 2017年（平成29年）10月22日-2018年（平成30年）3月30日：平成29年台風第21号の影響により上古沢駅構内で道床流出が発生[7]し、高野下駅 - 当駅間が運転見合わせとなる[8]。橋本駅 - 高野山駅間でバス代行輸送を実施。なお、当駅 - 高野山駅間のケーブルカーは不定期運行を実施[9]。
- 2018年（平成30年）3月31日：上古沢駅構内の線路故障の復旧工事が完了し、始発から高野下駅 - 当駅間の運転を再開[7]。
- 2020年（令和2年）7月20日：駅のリニューアルオープンにあわせて、当駅を区間に含む乗車券の当駅での途中下車が可能になる[10]。

## 駅構造

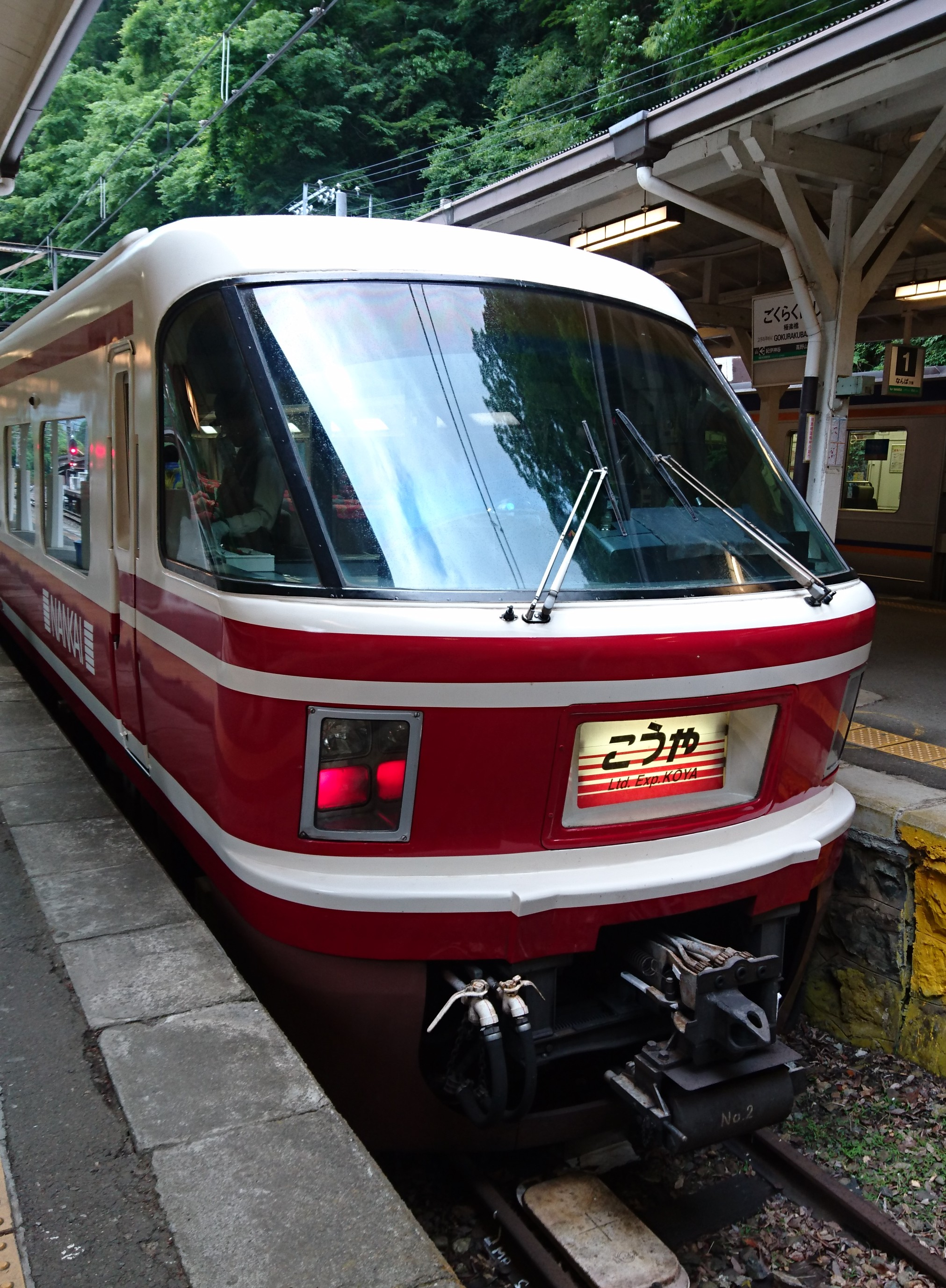
3番線に停車中の特急「こうや」（2019年6月9日）

高野線ホームは櫛形3面4線、鋼索線ホームは頭端式2面1線となっている（写真では左端中央付近が鋼索線ホーム）。高野線の難波方には主に臨時列車増発時に使用される留置線がある。高野線2・3番線は同一線路を使用している。2024年10月22日までは2・3番線は双方の乗り場が2番線となっており、4・5番線は1つ繰り上がった3・4番線となっていた。
高野線と鋼索線の乗り換えのために作られた駅で、周辺には駅以外の建物がない。券売機は設置されておらず、乗車券は改札窓口で購入する。自動改札機は扉の無い簡易型のもので、以前は磁気乗車券のみに対応していた（現在はPiTaPa・ICOCA等ICカードによる入出場リーダーも併設）。乗り越し精算やチャージは改札窓口内に設置された端末での係員による手作業処理となる。両線の駅舎は不動谷川を挟んで両岸にあり改札内の連絡橋で結ばれている。

### のりば
| 高野線 なんば方面 | 高野線 なんば方面                                    |
| ----------------- | ---------------------------------------------------- |
| 1                 | 一般種別（各停・急行・快速急行）用                   |
| 2                 | 一般種別（各停・急行・快速急行）・観光列車「天空」用 |
| 3・4              | 特急こうや用                                         |
| 5                 | 特急こうや・観光列車「天空」用                       |
| 鋼索線 高野山行き |                                                      |
| （左側）          | 乗車専用                                             |
| （右側）          | 降車専用                                             |

特急「こうや」と観光列車「天空」用の3 - 5番ホームは列車到着までは封鎖され、その乗車時にホーム出入口で特急券および指定券の提示を求められる。また、鋼索線列車は高野線列車の発着に合わせて運行されており、乗り切れない場合は約7分後に臨時列車を運行して捌いている。2009年、鋼索線ホームにスロープと車椅子用自動昇降機が新設された。
| ← 高野線 橋本・難波方面                                      | 極楽橋駅配線図 |  |
| 凡例 出典:鉄道ピクトリアル 2008年8月臨時増刊「南海電気鉄道」 |                |  |

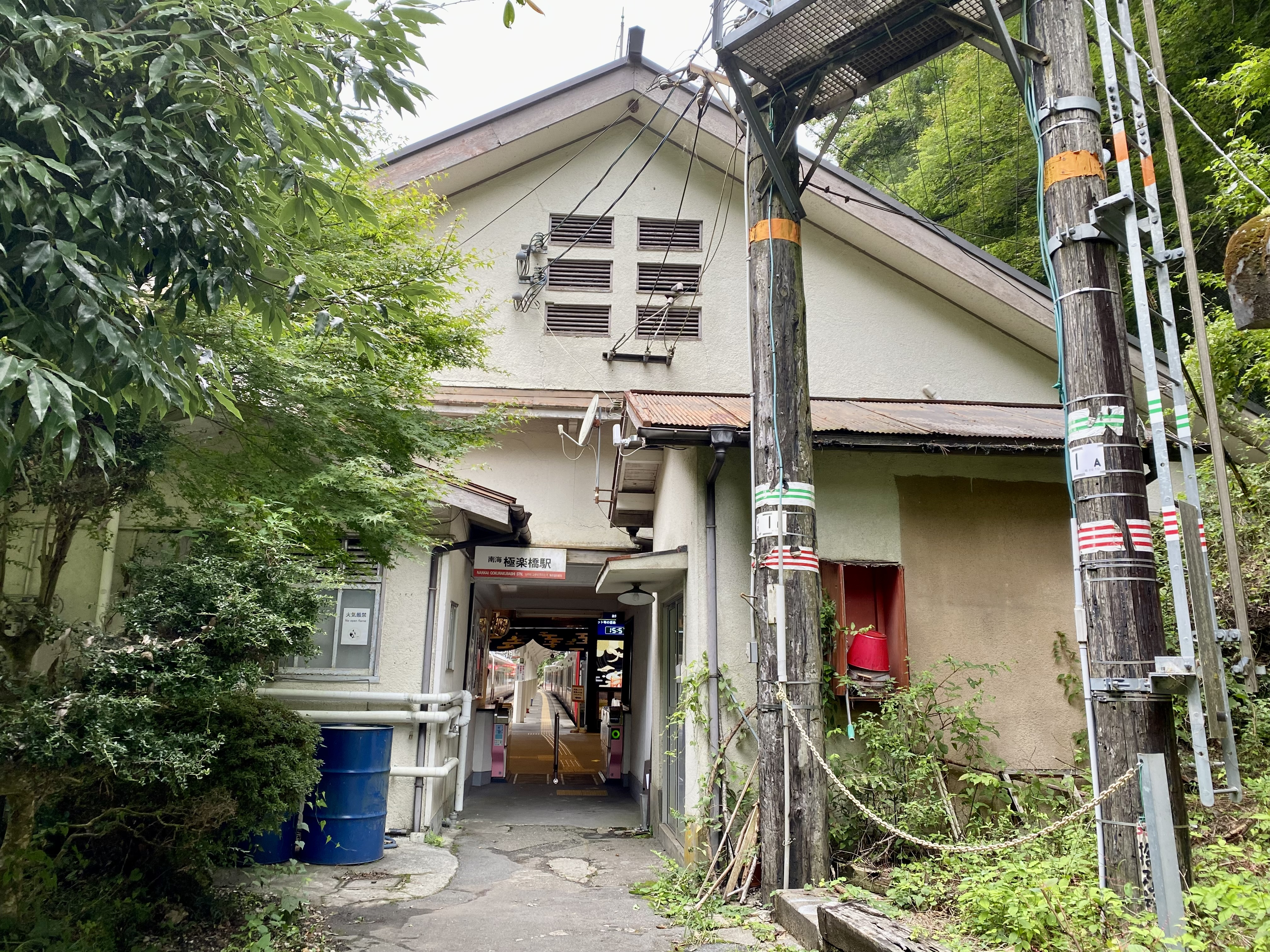
改札口（駅外側から）
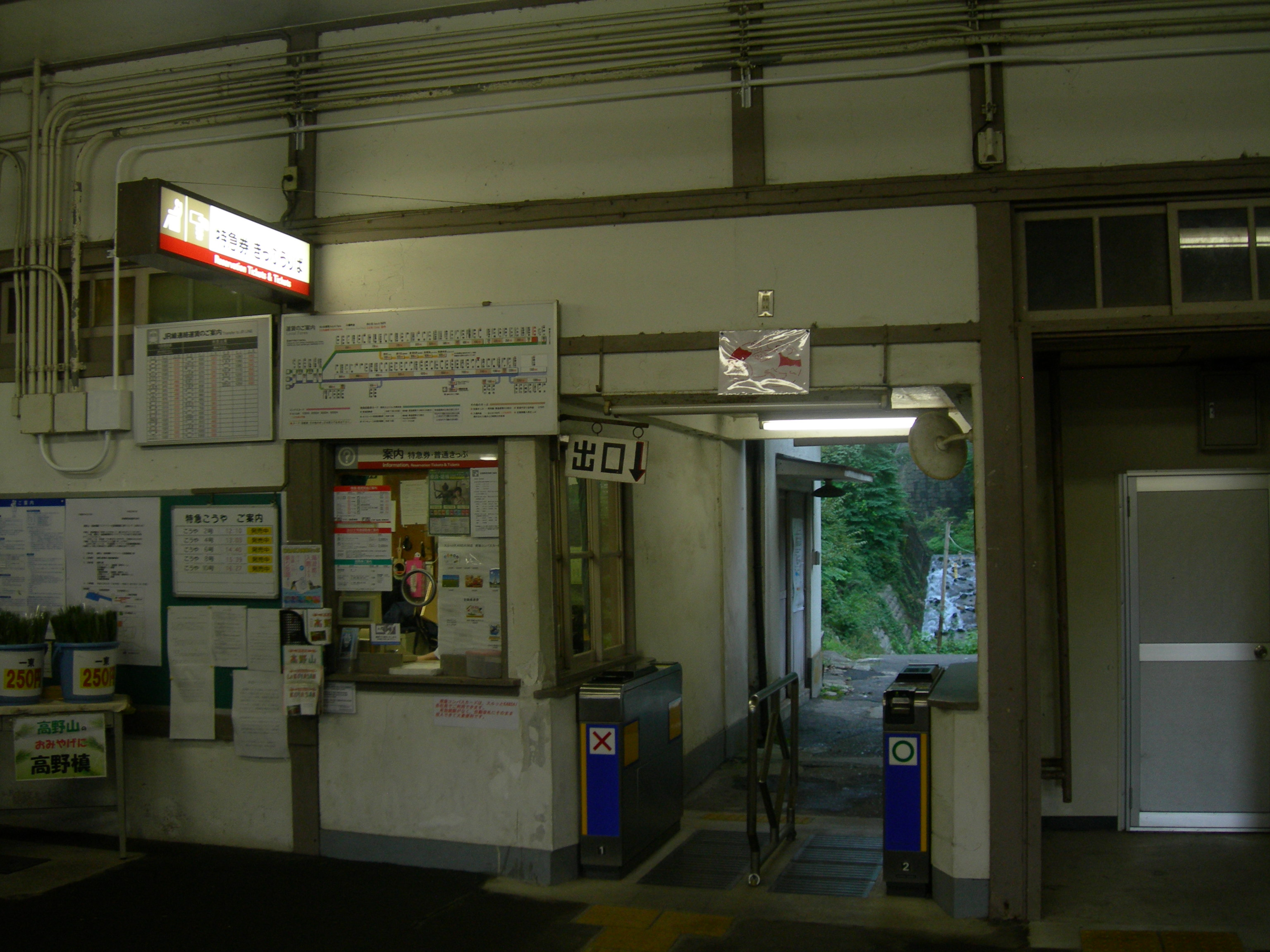
改札口（駅内側から）
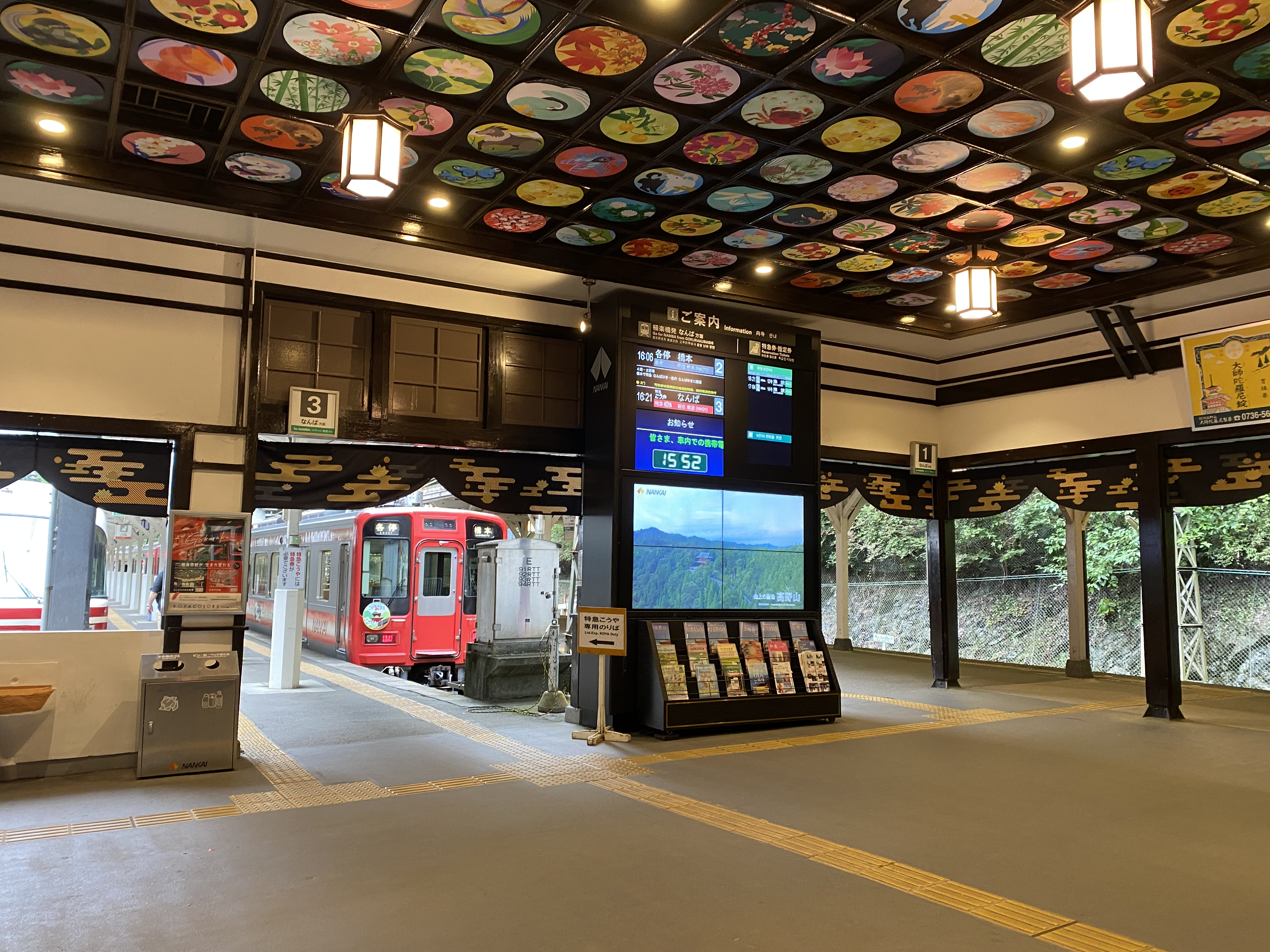
高野線ホーム
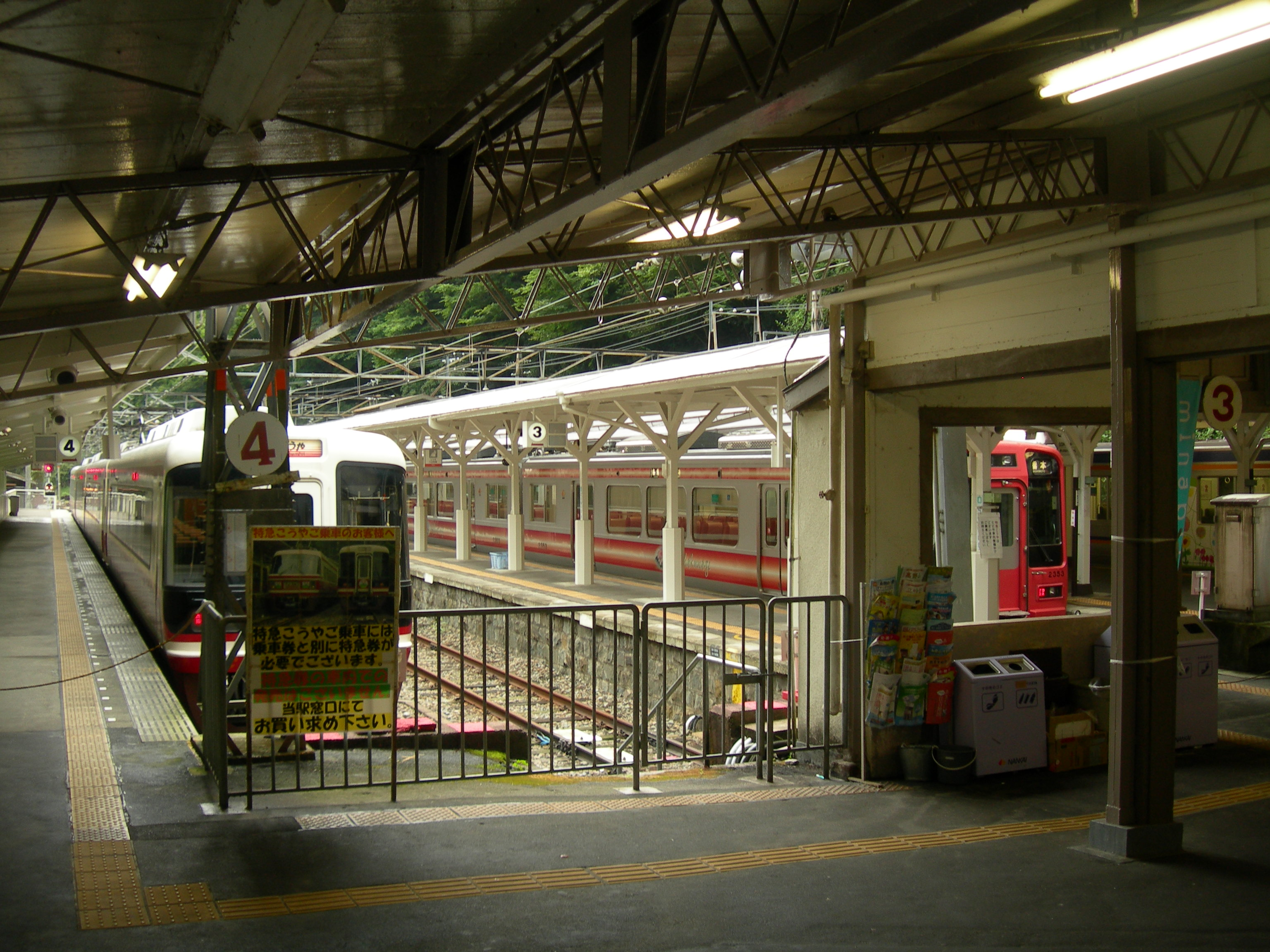
高野線ホーム
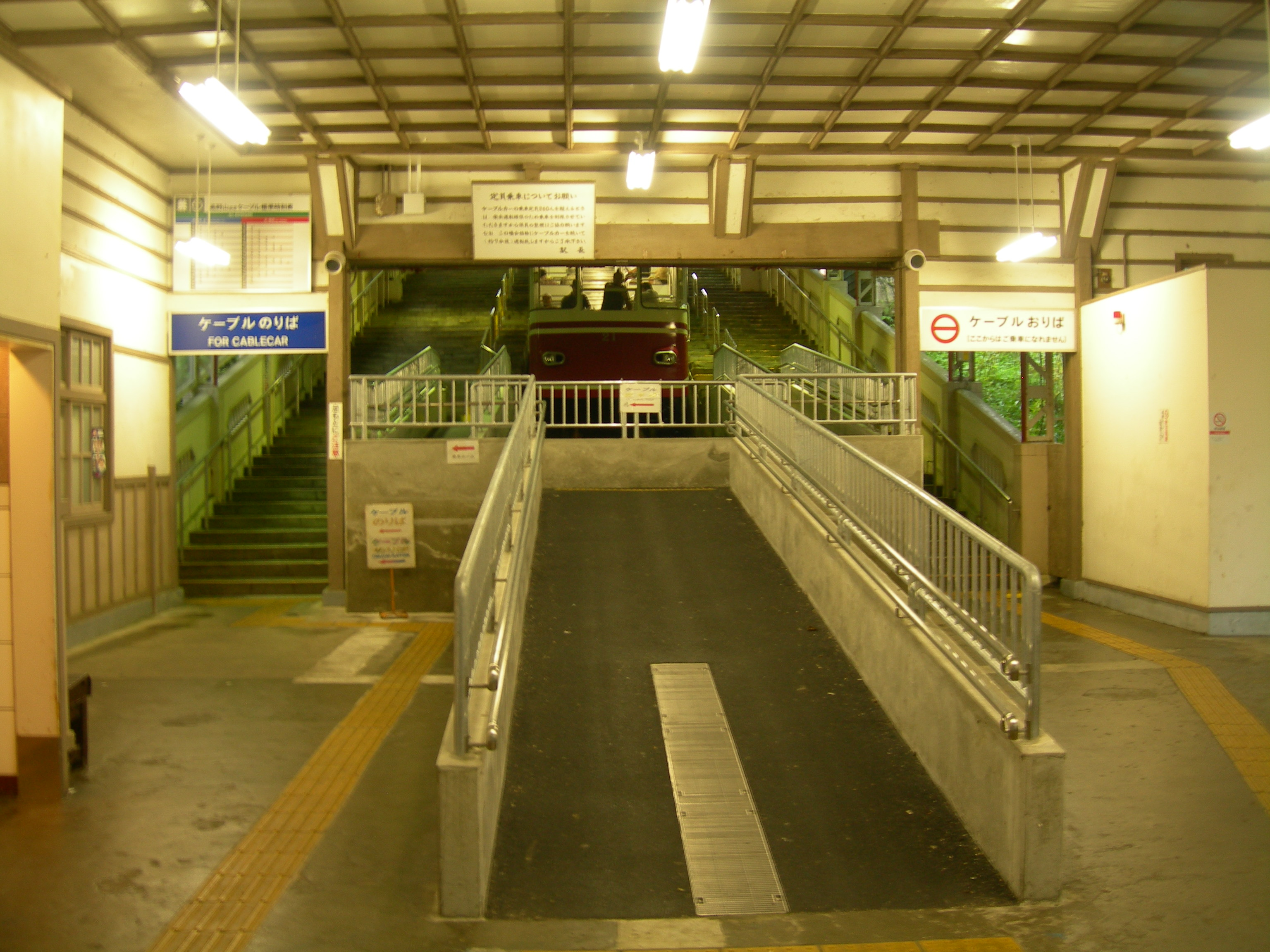
鋼索線ホーム
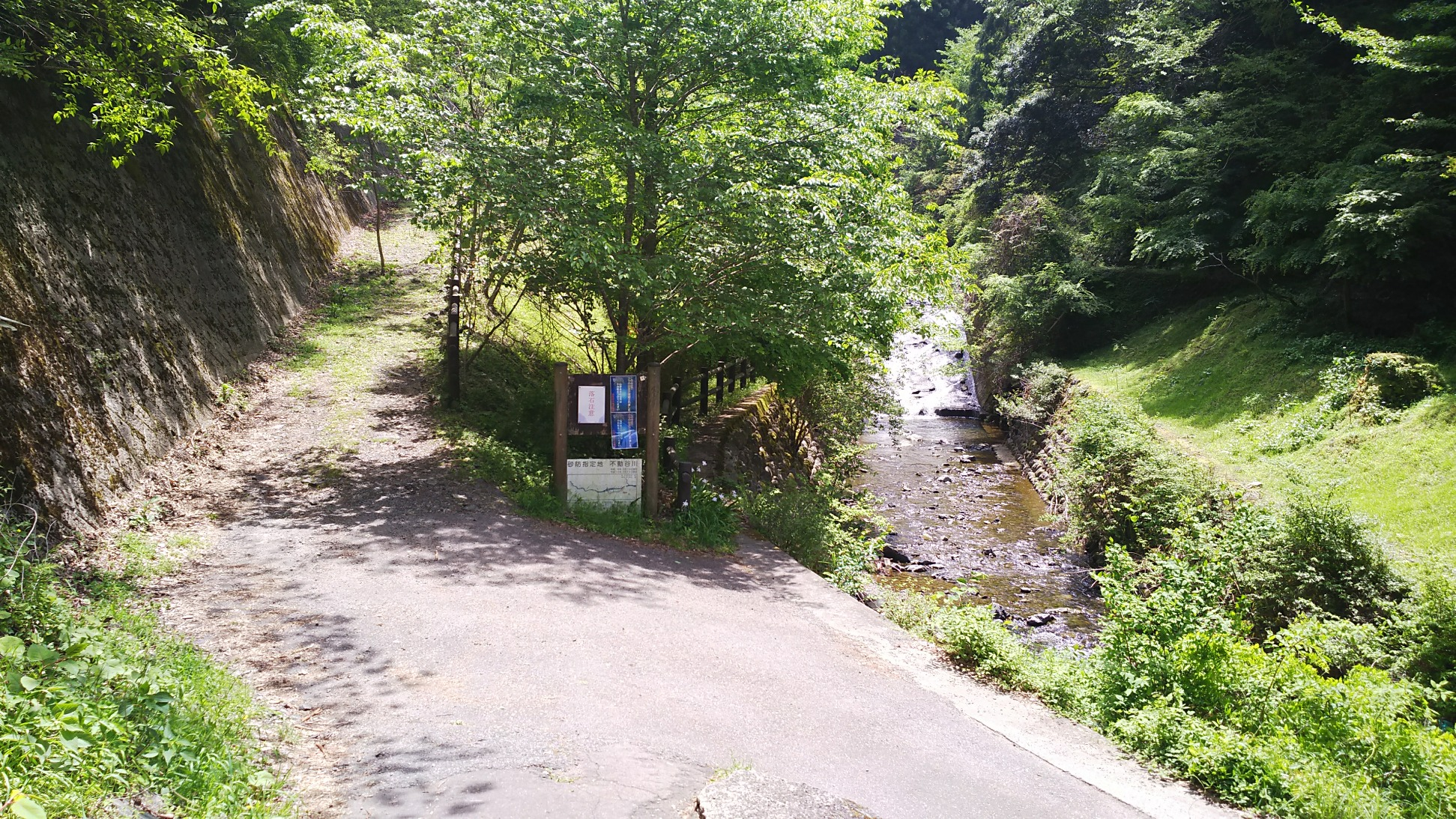
駅前
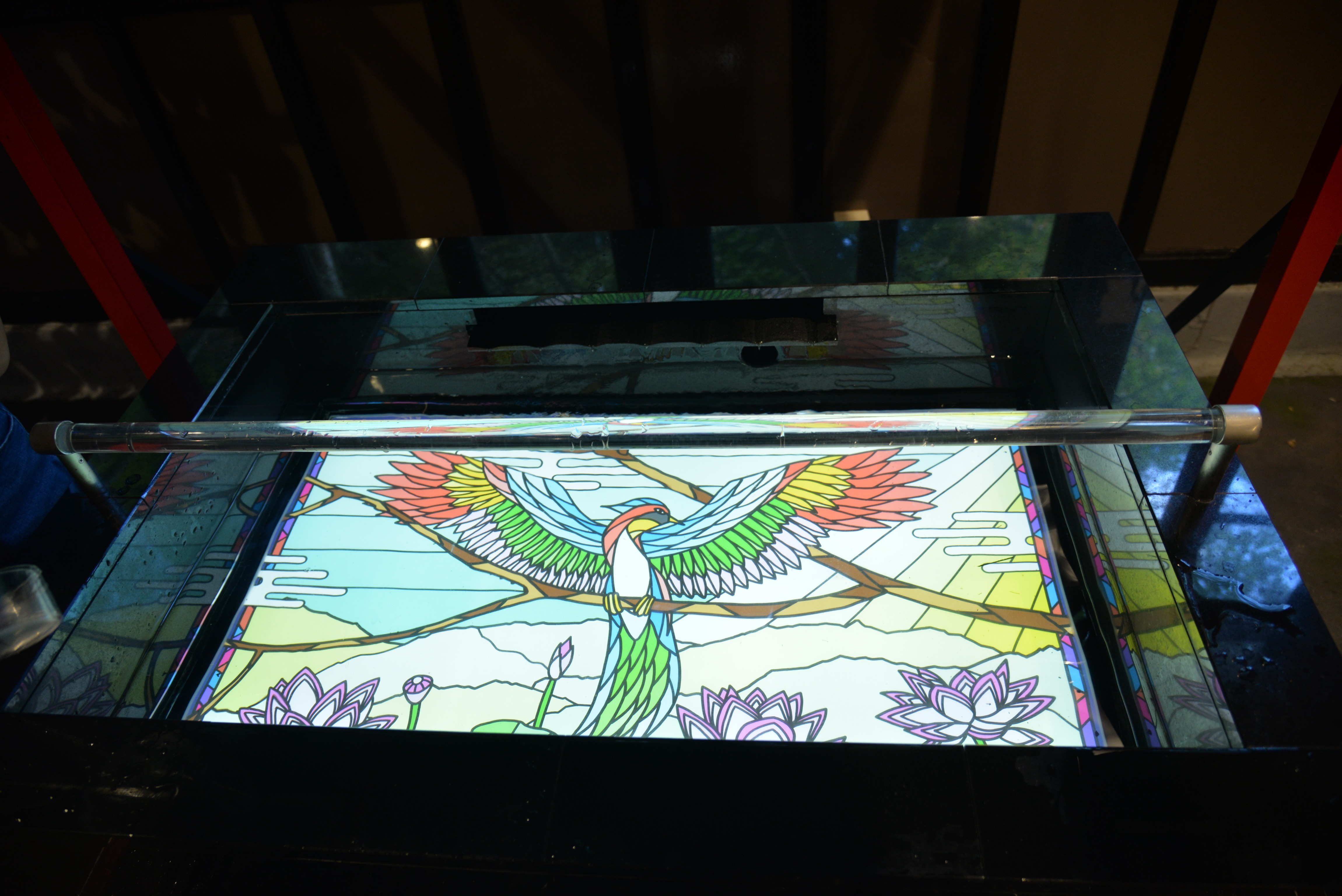
手水舎

## 利用状況
乗り換え客を含んだ2019年（令和元年）度の1日平均乗降人員は2,066人 である。
乗り換え客を除いた2024年（令和6年）度の1日平均乗降人員は60人で、南海の駅（100駅）では96位であり、特急停車駅では最も少ない。
専ら乗換駅として利用されているため、当駅で下車する利用客はかなり稀である。ほとんどの乗客はそのまま鋼索線を利用して高野山駅まで向かうか、その反対方向への乗換えをするだけである。高野山駅から先の道路はバス専用道路と一般道路がある。バス専用道路は歩行者が通行できず、徒歩で高野山中心部に向かう場合、当駅から登山道（和歌山県道118号高野橋本線）を進み女人堂へ出るルートと、高野山駅から大門方面へ進むルートの2つがある。
各年度の1日平均乗降人員数は下表のとおり。
| 年度               | 1日平均 乗降人員 | 順位 | 出典                    |
| ------------------ | ---------------- | ---- | ----------------------- |
| 1980年（昭和55年） | 43               | -    | [ 県統計 1 ]            |
| 1985年（昭和60年） | 52               | -    | [ 県統計 1 ]            |
| 1990年（平成02年） | 80               | -    | [ 県統計 1 ]            |
| 1995年（平成07年） | 97               | -    | [ 県統計 1 ]            |
| 2000年（平成12年） | 55               | -    | [ 県統計 1 ]            |
| 2001年（平成13年） | 53               | -    | [ 県統計 1 ]            |
| 2002年（平成14年） | 46               | -    | [ 県統計 1 ]            |
| 2003年（平成15年） | 44               | -    | [ 県統計 1 ]            |
| 2004年（平成16年） | 101              | 96位 | [ 県統計 1 ]            |
| 2005年（平成17年） | 53               | -    | [ 県統計 1 ]            |
| 2006年（平成18年） | 49               | -    | [ 県統計 1 ]            |
| 2007年（平成19年） | 49               | -    | [ 県統計 1 ]            |
| 2008年（平成20年） | 41               | -    | [ 県統計 1 ]            |
| 2009年（平成21年） | 43               | -    | [ 県統計 1 ]            |
| 2010年（平成22年） | 42               | -    | [ 県統計 1 ]            |
| 2011年（平成23年） | 34               | 97位 | [ 県統計 1 ]            |
| 2012年（平成24年） | 62               | 97位 | [ 県統計 1 ]            |
| 2013年（平成25年） | 37               | 98位 | [ 県統計 1 ]            |
| 2014年（平成26年） | 37               | 98位 | [ 県統計 1 ]            |
| 2015年（平成27年） | 50               | 97位 | [ 県統計 1 ]            |
| 2016年（平成28年） | 41               | 97位 | [ 県統計 1 ]            |
| 2017年（平成29年） | 32               | 97位 | [ 県統計 1 ]            |
| 2018年（平成30年） | 68               | 96位 | [ 県統計 1 ] [ 南海 2 ] |
| 2019年（令和元年） | 56               | 96位 | [ 県統計 1 ] [ 南海 2 ] |
| 2020年（令和02年） | 37               | 96位 | [ 南海 2 ]              |
| 2021年（令和03年） | 39               | 96位 | [ 南海 3 ]              |
| 2022年（令和04年） | 44               | 94位 | [ 南海 4 ]              |
| 2023年（令和05年） | 58               | 94位 | [ 南海 5 ]              |
| 2024年（令和06年） | 60               | 96位 | [ 南海 1 ]              |

## 駅周辺
駅の北側に駅名の由来となった極楽橋があり、不動坂という高野山への参道に通じている。駅から極楽橋の袂へは改札を出て右に折れ、林道を歩いてケーブル駅への連絡橋をくぐり、右（駅構内方向）の道を登ると抜けることが出来る。不動坂（極楽橋駅 - 高野山女人堂間の約2kmにある旧道と新道）は高野参詣道の一つ京大坂道の区間として2016年に世界遺産「紀伊山地の霊場と参詣道」に追加登録され、橋の塗装が塗り替えられた。

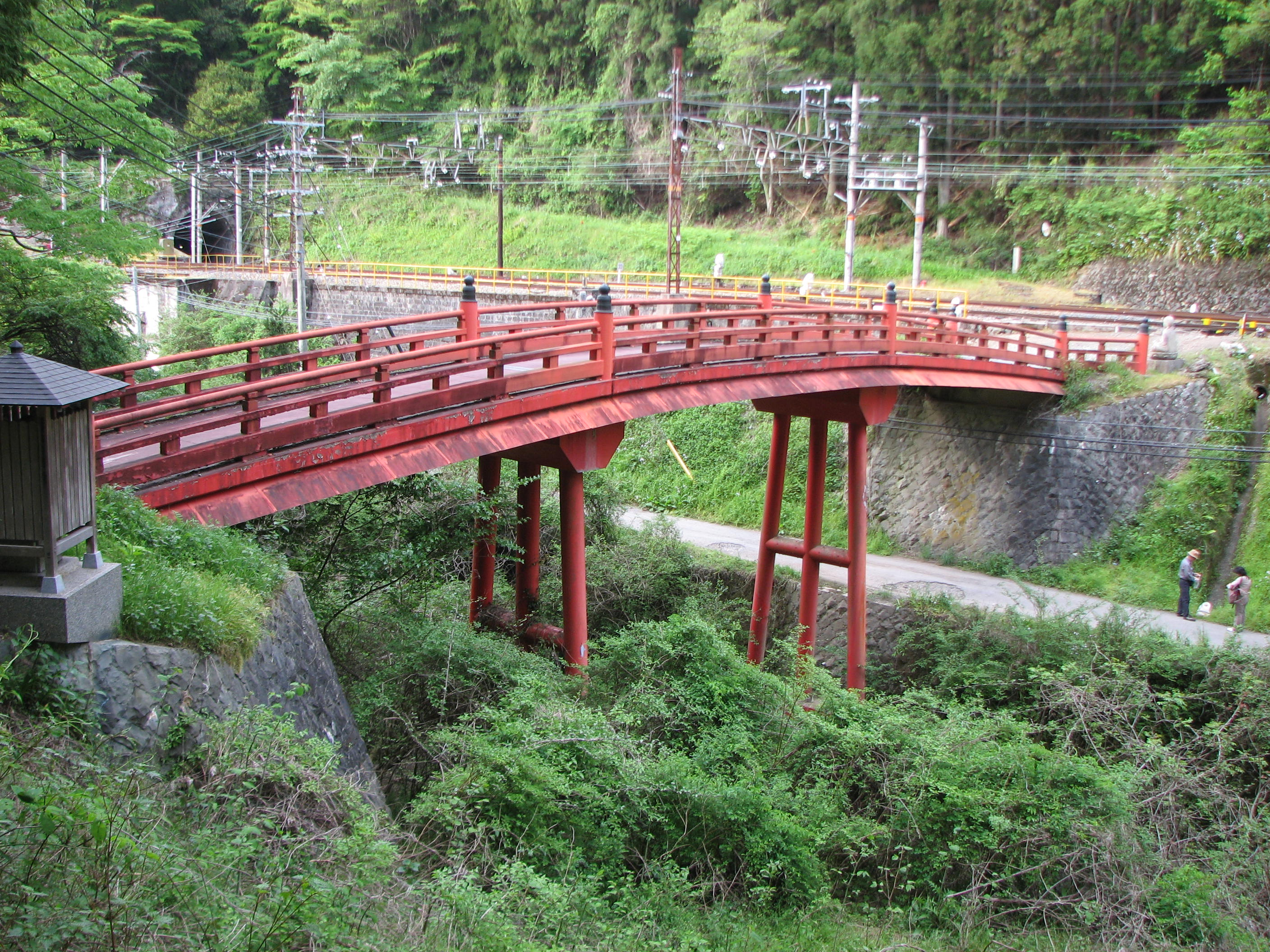
駅名の由来となった極楽橋
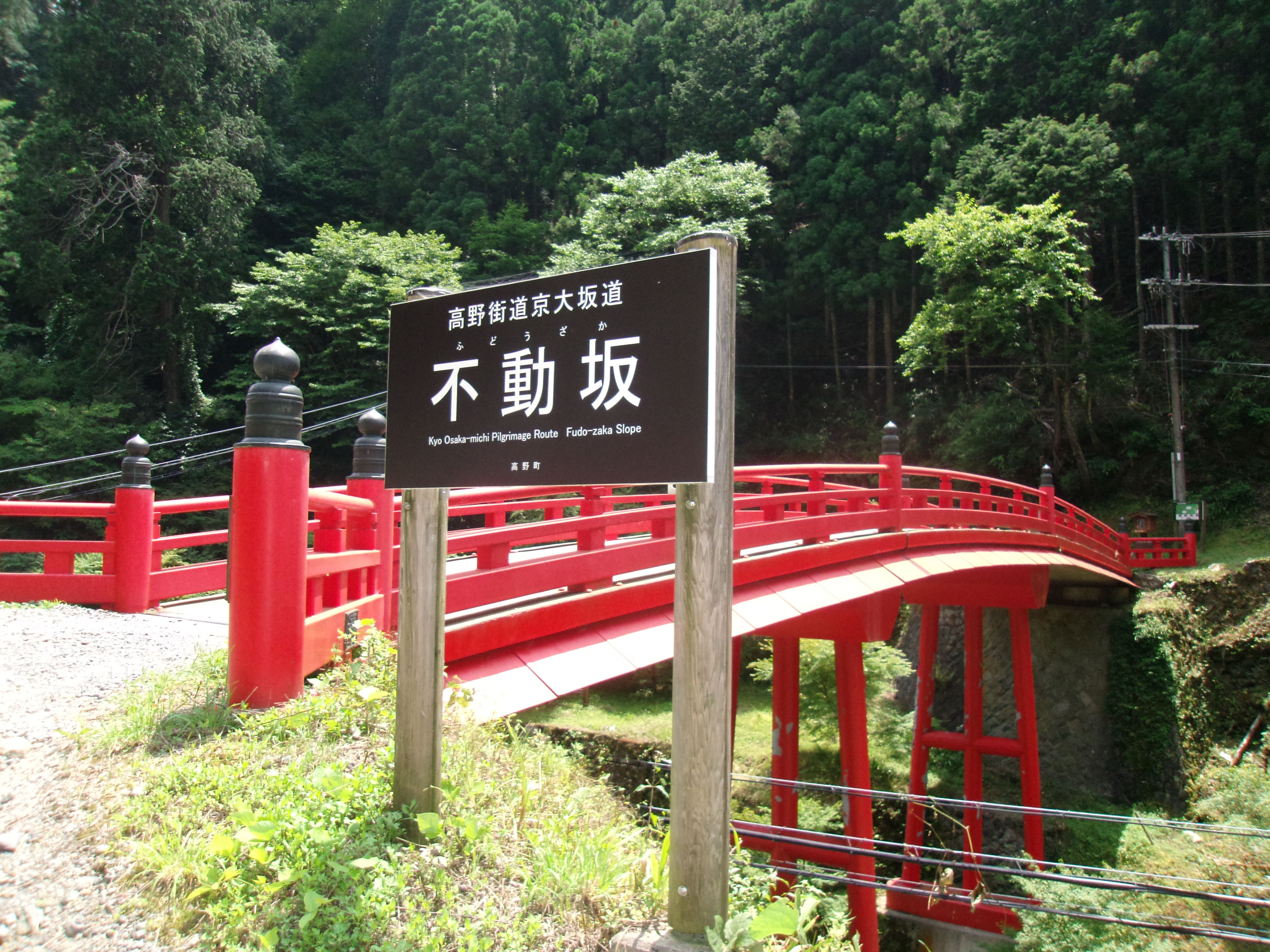
京大坂道不動坂の掲示（塗り替え後）

## 隣の駅
南海電気鉄道
 高野線
- ■特急「こうや」発着駅

■観光列車「天空」
九度山駅 (NK80) - 極楽橋駅 (NK86)
■快速急行・■急行・■各停（快速急行は下り到着列車のみ。急行は当駅 - 河内長野駅間の各駅に停車）
紀伊神谷駅 (NK85) - 極楽橋駅 (NK86)
 鋼索線（高野山ケーブル）
極楽橋駅 (NK86) - 高野山駅 (NK87)